# Saint-Martin-Osmonville
Saint-Martin-Osmonville ist eine französische Gemeinde mit 1.171 Einwohnern (Stand: 1. Januar 2022) im Département Seine-Maritime in der Region Normandie. Sie gehört zum Arrondissement Dieppe und zum Kanton Neufchâtel-en-Bray. Die Bewohner werden Saint-Martinais und Saint-Martinaises genannt.

## Geographie
Saint-Martin-Osmonville liegt im Zentrum des Départements, etwa 26 Kilometer nordöstlich von Rouen und etwa 35,5 Kilometer südsüdöstlich von Dieppe an der Varenne, die hier entspringt. Umgeben wird Saint-Martin-Osmonville von den Nachbargemeinden Saint-Saëns im Norden und Nordwesten, Bosc-Mesnil im Nordosten, Neufbosc im Osten, Montérolier im Südosten, Rocquemont im Süden, Critot im Südwesten sowie Bosc-Bérenger im Westen.
Am Nord- und Westrand der Gemeinde führt die Autoroute A28 entlang.

## Geschichte
Saint-Martin-Osmonville entstand 1823 aus dem Zusammenschluss der bis dahin eigenständigen Kommunen La Prée, Osmonville und Saint-Martin-le-Blanc.

## Bevölkerungsentwicklung
| Jahr                       | 1962 | 1968 | 1975 | 1982 | 1990 | 1999 | 2006 | 2017 |
| Einwohner                  | 688  | 708  | 737  | 756  | 775  | 824  | 1061 | 1171 |
| Quellen: Cassini und INSEE |      |      |      |      |      |      |      |      |

## Sehenswürdigkeiten
- Kirche Saint-Martin in Saint-Martin-le-Blanc aus dem 15. Jahrhundert
- Kirche Saint-Martin in La Prée aus dem 13. Jahrhundert